# GigaWing 2
GigaWing 2 est un jeu vidéo de type manic shooter développé par Takumi et édité par Capcom sur système d'arcade Naomi en 2000. Le jeu a été converti sur Dreamcast en 2001,,. Il s'agit du second épisode de la série GigaWing.

## Système de jeu
On retrouve de nombreux éléments du premier GigaWing : scénario du personnage, possibilité de renvoyer les balles ennemis, bombes classiques (cf. Smart bomb), et le système de score spécifique à la série. Le jeu, dans la conversion sur Dreamcast, propose de jouer jusqu'à quatre joueurs simultanément, ce qui est extrêmement rare pour un shoot them up.
Désormais, au moment de la sélection du vaisseau, le joueur peut choisir s'il préfère le reflect barrier ou le reflect laser. Le reflect barrier fonctionne comme dans le premier opus : une sphère de protection vous entoure, et les balles sont renvoyées dans la direction inverse au déplacement de votre vaisseau. Le reflect laser, lui, absorbe l'ensemble des balles qu'il reçoit puis cible les ennemis pour leur infliger des dégâts équivalents.
Comme dans le précédent opus GigaWing, lorsque le joueur inflige des dégâts aux ennemis, des médailles à récupérer apparaissent (voir Le système de score, ci-dessous). Mais si le nombre de médailles à afficher est trop important pour les capacités de la console, le jeu fait un big-bang : l'arrière plan devient noir, et l'écran est submergé de médailles. C'est à ce moment que le joueur à la possibilité d'en amasser le maximum afin d'améliorer son score.
Le score équivaut aux points accumulés par la destruction d'ennemis multipliés par la somme des médailles récupérés. À cela s'ajoute un bonus de destruction de boss, un autre par rapport aux bombes et aux vies qu'il reste au joueur. En outre, sur Dreamcast uniquement, si le jeu est en mode score attack, cela est multiplié par le nombre de secondes passées sans perdre de vie ni utiliser de bombes. Cet accumulation de points fait que les scores dépassent régulièrement 10¹² !

## Portage
- Dreamcast : JAP : 18 janvier 2001
USA : 18 mai 2001

## Série
1. GigaWing : 1999, sur CP System II
2. GigaWing 2
3. GigaWing Generations : 2005, sur Taito Type X